# Einsatzkommando zur besonderen Verwendung
Einsatzkommando zur besonderen Verwendung (Einsatzkommando Galizien), także Einsatzkommando Lemberg – niemiecka jednostka policyjna specjalnego przeznaczenia utworzona w 1941 przed atakiem Niemiec na ZSRR, w celu „oczyszczenia terenu ze szczególnie niebezpiecznych osób”.
Eufemizm nazwy oznaczał eksterminację części polskiej elity intelektualnej (uczonych, pedagogów, działaczy kultury), działaczy komunistycznych oraz Żydów.
Einsatzkommando liczyło ok. 230 osób. Dowódcą oddziału był Brigadeführer dr Karl Eberhard Schöngarth. Oddział kwaterował we Lwowie przy ulicy Pełczyńskiej (w gmachu Gestapo), jednak działał nie tylko w dystrykcie galicyjskim Generalnego Gubernatorstwa, ale i na terenie Wołynia (Komisariat Rzeszy Ukraina). Dzielił się na dwie komendantury:
- Gebiet 213 – obejmującą Kowel, Równe, Łuck
- Gebiet 444 – obejmującą Lwów, Rawę Ruską-Przemyśl, Drohobycz, a później również Tarnopol

W oddziale działali między innymi SS-Hauptsturmführer Hans Krüger, SS-Untersturmführer Walter Kutschmann, SS-Sturmbannführer Kurt Stawizki, SS-Hauptscharführer Felix Landau.
Oddział odpowiedzialny jest za mord profesorów lwowskich, wymordowanie personelu dydaktycznego Liceum Krzemienieckiego, oraz wiele masowych zbrodni na Żydach (około 4000 ofiar), w tym egzekucje podczas tzw. Dni Petlury.
W sierpniu 1941 Einsatzkommando Galizien zakończyło swoją działalność, kierowników operacyjnych odwołano do Krakowa i w ciągu października nastąpiło przekształcenie tej jednostki na regularne urzędy komendanta Sicherheitspolizei dystryktu Galicja.